# Wigoltingerhandel
Der Wigoltingerhandel war eine Auseinandersetzung zwischen katholischen Söldnern und reformierten Wigoltinger Bürgern in der Landgrafschaft Thurgau im Jahr 1664.

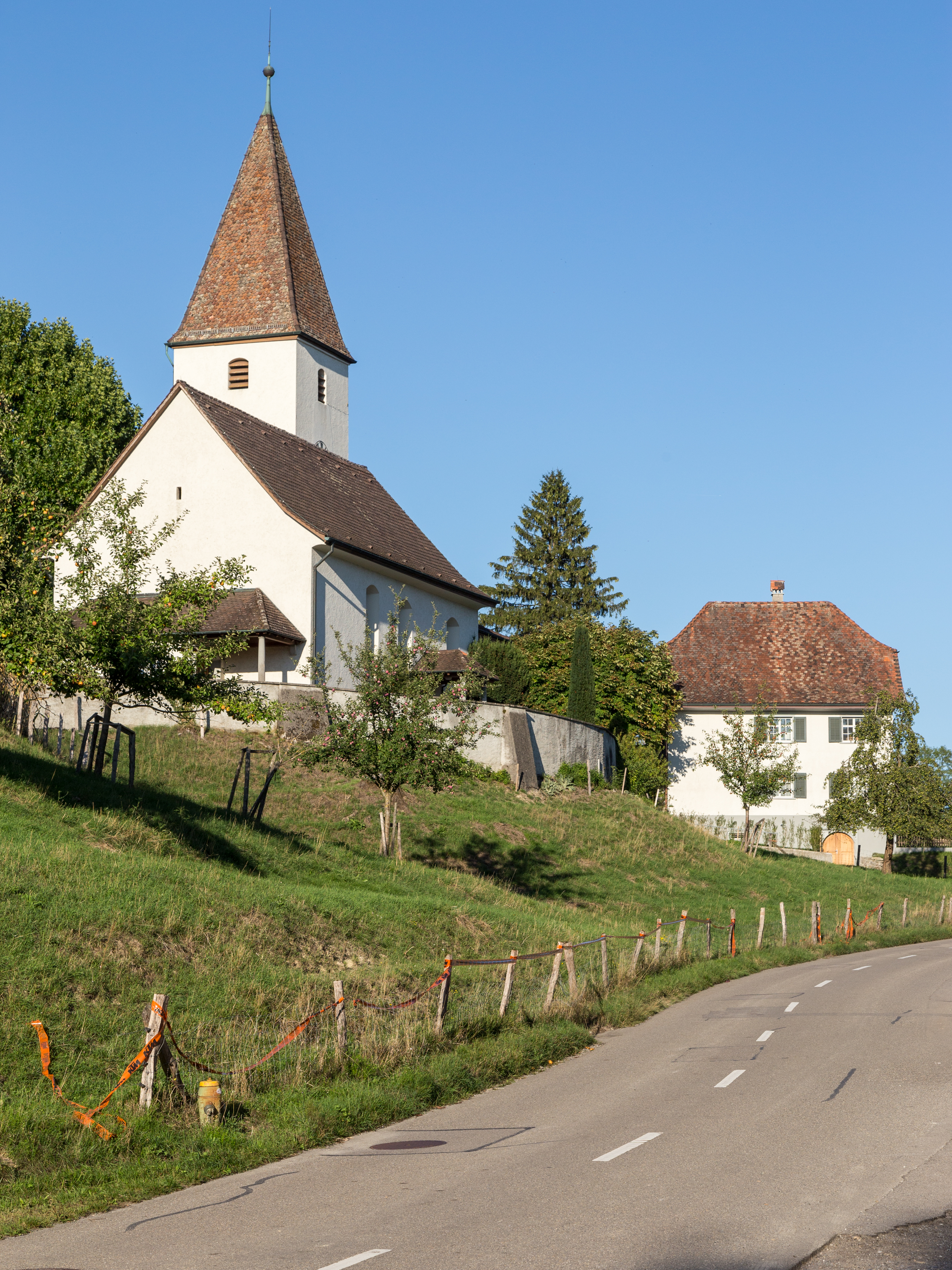
In Lipperswil führte eine Auseinandersetzung zwischen Söldnern und Wigoltinger Bürgern zum Wigoltingerhandel

Am Pfingstsonntag, 1. Juni 1664, zogen 43 von Luzern für die spanische Krone in Konstanz angeworbene Söldner unter der Leitung von Leutnant Jakob Wagner auf dem Durchmarsch vom Bodensee Richtung Thurtal.
Sie waren angetrunken und trieben allerlei Unfug. Vor der Kirche in Lipperswil provozierten sie Kirchgänger und es kam zu einer Schlägerei. Eine Frau namens Anna Gilg aus Illhart flüchtete nach Wigoltingen und rief in die versammelte Kirche: «Fremde Soldaten sind in unsere Kirche eingedrungen und haben alle erschlagen.» Die Wigoltinger bewaffneten sich sofort und trafen bald auf die angeblich «fremden Soldaten». Es kam zu einem Kampf, wobei sechs der Söldner getötet und elf schwer verletzt wurden. Die übrigen Unruhestifter flüchteten. Erst am Abend wurde der Irrtum bekannt.
Dem Landvogt im Thurgau, Franz Arnold von Uri, gelang es zunächst nicht, die Schuldigen zu verurteilen, weil die Bevölkerung den Prozess verhinderte. Der konfessionelle Konflikt zwischen den katholischen fünf Orten und Zürich, das sich für die Reformierten im Thurgau einsetzte, wurde erbittert fortgeführt.
Die beteiligten Wigoltinger wurden vom Landvogt festgenommen und verhört.
Am 15. September 1664 fiel unter Vermittlung Berns der Schuldspruch,
der für zwei Wigoltinger die Enthauptung,
für zwei weitere die Verbannung und für die Gemeinde die Übernahme der Kosten von 15 000 Gulden zur Folge hatte.
Der ganze Vorfall hätte beinahe zu einem Wiederaufflammen des ersten Villmergerkrieges geführt und Zürich hatte bereits die Generalstaaten Kurpfalz, Hessen-Kassel und Württemberg darüber informiert und um Hilfe ersucht.
Zur Erinnerung an dieses Ereignis wird noch heute in Wigoltingen am Pfingstsonntag auf das Ausläuten nach dem Gottesdienst verzichtet.